# Little Tulip
Little Tulip est une bande dessinée scénarisée par Jerome Charyn et dessinée par François Boucq. La trame narrative intègre deux époques : d'une part le présent de Paul, tatoueur à Manhattan et qui plonge dans une enquête criminelle ; d'autre part, sa jeunesse dans un goulag de la Kolyma. Comportant 80 pages, l'album est édité en France pour la première fois en 2014 par Le Lombard, dans la collection Signé. 

## Synopsis
L'histoire se construit selon deux chronologies, entre le présent et les flashbacks.
- New York en 1970[1] : le présent de Paul, tatoueur[2]. En raison de son talent en dessin, la police lui confie régulièrement la mission de faire le portrait-robot des délinquants d'après le récit des plaignants[2]. Son passé de détenu lui revient en mémoire lors d'une enquête sur une série de meurtres commis par un inconnu surnommé « Bad Santa » : des femmes sont violées puis égorgées dans des ruelles par un assassin inconnu qui signe ses crimes en laissant près de la victime un bonnet de père Noël[3],[4].
- La Kolyma en 1947-1957 : l'enfance de Paul, ou Pavlo. Ses parents américains quittent Manhattan pour s'installer à Moscou, où ils sont arrêtés en 1947 pour espionnage, puis déportés[1]. Pavlo, âgé de sept ans à son arrivée[5], grandit au goulag, où il survit grâce à son talent de dessinateur et intègre une bande mafieuse[2] ; il reçoit le surnom de Little Tulip, correspondant au tatouage qu'il porte[6].

Dans le passé de Paul, son père lui enseigne l'art du dessin et lui transmet sa passion. En 1947, la famille de Pavlo est déportée. Après un voyage dans des conditions épouvantables, Pavlo, alors âgé 7 ans, est envoyé à l'orphelinat du goulag. Pavlo obtient la protection de Kiril-la-Baleine, chef d'un gang de criminels de droit commun. Sur décision de Kiril, Pavlo est intégré au clan et confié à Andreï, maître tatoueur. Pavlo perfectionne son art dans l'espoir de revoir sa mère : pour survivre, elle est devenue la concubine d'un chef de clan appelé « Le Comte »,. Néanmoins, elle meurt égorgée. Par la suite, Pavlo se bat au couteau pour des affrontements entre bandes rivales : il y apprend « à se battre et à tuer, à devenir "une bête féroce" », ce qui fait de lui « un combattant redoutable ».
Après la mort de Staline (mars 1953), Pavlo, libéré, émigre aux États-Unis.

## Personnages
Le récit met en scène la hiérarchie du goulag et notamment la rivalité entre pakhany (sing. pakhan), prisonniers de droit commun qui sont devenus chefs d'un clan de détenus. 
- Paul / Pavlo, surnommé au goulag Little Tulip. Avec la permission de son protecteur, il fait un tatouage pour un chef de bande appelé « Le Comte ».
- Yoko : serveuse, amante de Pavlo à New York en 1970
- Azami : fille de Yoko, passionnée de dessin et de tatouage. Elle demande à être instruite par Paul, reflétant en partie l'enfant qu'il n'a pas pu être[12].
- Le père de Pavlo : dessinateur, enseignant de dessin, assistant d'Einsenstein[1]. Il meurt rapidement au goulag[3].
- La mère de Pavlo : infirmière. Pour survivre au goulag, elle devient la concubine d'un pakhan appelé « Le Comte »[3].
- Kiril-la-Baleine : ancien soldat russe travaillant pour la section de renseignement de l'Armée rouge, il a reçu une instruction soignée en philosophie et littérature. Contrairement aux autres pakhany, Kiril applique un code d'honneur[12]. Pavlo devient son protégé.
- Mashenka (Masha): gardienne-chef de l'orphelinat du goulag, qui assouvit ses pulsions pédophiles sur Pavlo[13].
- Andreï : maître tatoueur du clan de Kiril-la-Baleine et professeur de Pavlo.
- Mishka : enfant prisonnier au goulag avec Pavlo, il lui sauve la vie.
- Nadya : jeune prostituée pour les officiers du goulag, elle est le premier amour de Pavlo.

## Publication
Little Tulip est publié en anglais, sous le même titre, par la maison d'édition Dover Graphic Novels, à l'instar des albums précédents La Femme du magicien (The Magician's Wife) et Bouche du diable (Billy Budd, KGB).
- Jerome Charyn (scénario), François Boucq (dessin) et Alexandre Boucq (couleur) (trad. Jeanne Guyon), Little Tulip, Le Lombard, coll. « Signé », novembre 2014 (ISBN 978-2-8036-3417-0).
- Jerome Charyn (scénario), François Boucq (dessin) et Alexandre Boucq (couleur), Little Tulip, Dover publication, décembre 2016 (ISBN 978-0486808727).

L'œuvre est prépubliée dans Libération.

## Genèse de l'œuvre
Jerome Charyn, romancier new-yorkais né en 1937, a collaboré avec François Boucq, auteur de bande dessinée, sur La Femme du magicien (The Magician's Wife), publié en 1986, et Bouche du diable (Billy Budd, KGB), paru en 1990. Boucq souhaite créer une bande dessinée montrant l'art du dessin. L'écrivain propose à Boucq une œuvre sur un enlumineur au temps de Charlemagne, mais le dessinateur s'inquiète du manque de documentation disponible. Il aiguille l'écrivain sur le goulag après avoir lu le livre de souvenirs de Dantsig Baldaev, Gardien de camp, (éd. des Syrtes, 2013), qui pendant des décennies a copié les tatouages des détenus : dans ces conditions extrêmes, « le dessin est à la fois un moyen d'expression et un moyen de survie ». Dans les camps russes, les prisonniers utilisaient les tatouages afin de montrer leur rang hiérarchique mais aussi comme protection,. Charyn constate, avec surprise et frustration, que Boucq a largement remanié la narration d'origine.

## Analyse
François Boucq décrit la narration comme « une sorte de conte de fées cruel », qui montre « comment le dessin peut sauver un homme ». Les traits de Pavlo s'inspirent de Viggo Mortensen et Ed Harris,.
Dans Le Monde, le chroniqueur estime que l'ouvrage « tient à la fois du thriller et du document historique », dont le message principal serait : « le dessin exerce une forme de résistance artistique face à l'enfer ». La représentation des tatouages, dessin dans le dessin, produit « un effet de mise en abyme dérangeant et gracieux à la fois ». L'ouvrage est empreint de « noirceur, cruauté, férocité » et comporte une dimension initiatique,. La narration comporte nombre de scènes violentes : outre les meurtres, les auteurs mettent en scène les viols collectifs, les mutilations, la pédophilie...
Le dessinateur a délibérément créé une cohérence graphique avec des personnages présents dans La Femme du Magicien, comme la femme enquêteur de police ; Azami ressemble à la petite fille de ce premier opus. Paul ressemble à Youri, le héros de Bouche du diable.
Si les chroniqueurs se montrent unanimes sur la qualité du dessin, les ressorts du scénario sont plus partagés,.

## Postérité
En septembre 2020 paraît New York Cannibals, des mêmes auteurs et qui s'inscrit dans la continuité de Little Tulip : Paul et Azami y enquêtent sur des trafics humains en 1990, toujours à New York.